# Ерман де Пуртале
Ерман де Пуртале (31 березня 1847 — 28 листопада 1904) — швейцарський яхтсмен.
Олімпійський чемпіон 1900 року в першому запливі в класі 1—2 тонни, срібний призер 1900 року в другому запливі в класі 1—2 тонни.